# Ignacio Cordero Alonso
Ignacio Cordero Alonso (Zamora, 1847-Bayona, 19 de enero de 1929), fue un médico y político español. Sería el alcalde de Bayona entre 1925 y 1926.

## Biografía
Nació en 1847 en Zamora, y se trasladó a Madrid para estudiar medicina. Obtuvo la licenciatura en la capital y una vez instalado allí, se dedicó enteramente a la labor del médico. Al final de la década de los ochenta en el siglo xix viene a Bayona por razones de salud a pasar una temporada buscando el reposo. No dejaría de venir un solo año, siendo un habitual veraneante de la aldea. En 1893 consigue junto con el baionés Agapito Ordóñez, una concesión a perpetuidad para la instalación de un spa en la playa de la Concheira de Bayona. En 1896 construirían un resort, que consistía en un edificio de madera y 20 puestos en la playa. Fue el reclamo que necesitaba Bayona para convertirse en lugar turístico. De la mano de Ignacio Cordero veranearían en Bayona, y se beneficiarían de sus aguas medicinales personajes como Ramón y Cajal, el marqués de Quintanar, o Mercedes Ruíz de la Escalera.
Hombre culto que le gustaba leer y reflejar sus opiniones en la prensa, fue también un apasionado por la música, obteniendo plaza como organista en un templo religioso.
Fue elegido alcalde por unanimidad, después de la destitución de Manuel Barreiro Álvarez , en junio de 1925. En su cargo se ocuparía principalmente de la salud en Bayona, entre otras, la organización del Hospital de Sancti Spiritus de la aldea. Su renuncia llegaría pronto, en junio de 1926, a poco de cumplir un año en el cargo. Sería sucedido por Pedro Miranda Suárez de Puga.
Fallecería pocos años después en Bayona, el 19 de enero de 1929.